# Phrixi Rupes
Phrixi Rupes es el nombre de una falla geológica sobre la superficie de Marte. Phrixi Rupes está localizada con el sistema de coordenadas centrados en -43.88 grados de latitud Norte y 294.75 grados de longitud Este. Phrixi Rupes es un escarpe lobulado lo que indica que es una estructura tectónica caracterizada por topográfica de grandes fallas de empuje generadas bajo compresión.
El nombre fue aprobado por la Unión Astronómica Internacional en 2017 y hace referencia a la región de Frixo, personaje de la mitología griega que huyó montado sobre el vellón de oro.

## Características
Phrixi Rupes es un accidente geográfico formado por tres segmentos de fallas principales con dos que forman el sistema de fallas principal y un segmento que forma una falla secundaria o asociada. El sistema de fallas principal tiene una longitud total de 145 km, y los dos segmentos de fallas principales del que está compuesto muestran un traslapo de menos de 1 km entre ellos, a unos 80 km de su extremo sur. La región del traslapo, sin embargo, muestra tres escarpes de fallas menores. La falla secundaria tiene una longitud de 65 km. El sistema de fallas principal y la falla secundaria tienen una superposición de 33 km y un espaciamiento de 10 a 15 km. Ambos sistemas de fallas subyacentes a Phrixi Rupes se inclinan hacia el noroeste y se sobreponen en dirección NE-SO. Aun cuando la región es rica en cráteres de impacto, ninguna estructura de impacto importante atraviesa la ruptura de la superficie de la falla, y solo un cráter de 13 km de diámetro se superpone (y así modifica) el relieve estructural cerca del extremo norte de la falla secundaria.
Phrixi Rupes está compuesto por picos en ambos extremos geográficos. El pico de mayor tamaño tiene aproximadamente 603 metros (659,4 yd) ubicado en el sistema de fallas principal y algo sesgado hacia el sur. Un segundo pico medido tiene una altitud de 550 metros (601,5 yd) ubicado más al norte. Aun cuando en ese lugar se observa un desplazamiento en el centro de falla, la forma general del segundo pico es simétrica. La falla secundaria también tiene un perfil de proyección simétrico, con un máximo de 1,421 metros (1,6 yd) de altura en el centro de la falla.